# Kansas City Six
Kansas City Six war der Name für ein Studiosextett des Swing mit Musikern des Orchesters von Count Basie, in der Regel ohne Basie selbst. 
Für eine Quintett-Besetzung wurde die Bezeichnung Kansas City Five gewählt, für ein Septett die Bezeichnung Kansas City Seven. Die bedeutendsten – von Milt Gabler für Commodore produzierten – Aufnahmen stammen von den Kansas City Six mit dem Trompeter Buck Clayton, dem Tenorsaxophonisten und Klarinettisten Lester Young, Eddie Durham (elektrische Gitarre und Posaune), Freddie Green (Rhythmusgitarre), Walter Page (Bass) und Schlagzeuger Jo Jones.
Am 27. September 1938 entstehen in New York „Countless Blues“, „Them There Eyes“, „Pagin’ The Devil“, „Want A Little Girl“ und „Way Down Yonder in New Orleans“. Bei einem Auftritt in der Carnegie Hall im Dezember ’38 wirkte auch der Gitarrist Leonard Ware mit. Am 24. Dezember 1939 entstanden bei den Spiritual To Swing-Konzerten mit Charlie Christian „Good Morning Blues“, „Way Down Yonder…“ und „Pagin’ The Devil“. Count Basie, der sonst aus Vertragsgründen nicht mitspielte, wirkte mit in „Destination K.C.“ mit den Kansas City Seven und in „Lester Leaps Again“ mit den Kansas City Five. Am 28. März 1944 produzierte Gabler noch eine letzte Session zur Zeit der Rückkehr Lester Youngs in die Basie-Band; es entstanden als Kansas City Six die Titel „I Got Rhythm“, „Four O’Clock Drag“, „Three Little Words“ und „Jo-Jo“ von Joe Bushkin, der die Session leitete und die Arrangements lieferte; diesmal spielte Lester Young mit Bill Coleman, Dicky Wells, John Simmons, Bushkin und Jo Jones. Letzter Aufnahmetermin war am 7. Mai 1945 für „I’m In The Mood For Love“ und „Sugar Hips“.

## Diskografie (in Klammern Aufnahmedatum)
Kansas City Six (28. September 1938):
- Way Down Yonder in New Orleans
- Countless Blues
- Them There Eyes
- I Want A Little Girl
- Pagin’ The Devil

Count Basie’s Kansas City Seven (5. September 1939): 
- Dickie’s Dream
- Lester Leaps In
- Way Down Yonder In New Orleans
- Good Morning Blues
- Pagin’ The Devil

Kansas City Seven (22. März 1944): 
- After Theatre Jump
- Six Cats And A Prince
- Lester Leaps Aagain
- Destination K.C.

Kansas City Six (28. März 1944): 
- Three Little Words
- Jo-Jo
- I Got Rhythm
- Four O’Clock Drag

Freddie Green & His Kansas City Seven (7. Mai 1945): 
- I’m In The Mood For Love (mit Sylvia Sims)
- Sugar Hips

## Diskographische Hinweise
- Commodore Classics in Swing – Lester Young with the Kansas City Six 1938–1944 (Commodore Records/Warner, ed. 1991)